# Pterygota schoorkopfii
Pterygota schoorkopfii är en malvaväxtart som beskrevs av Adolf Engler. Pterygota schoorkopfii ingår i släktet Pterygota och familjen malvaväxter. Inga underarter finns listade i Catalogue of Life.